# 冯逡
冯逡（?—?），字子产，上党郡潞县（今山西长治市）人，后迁居杜陵（今陕西西安东南）。西汉官员。冯奉世之子。他的妹妹为汉元帝的昭仪冯媛，哥哥冯野王，弟弟冯参。
冯逡通《易经》。年轻时太常察举孝廉为郎，补谒者。汉元帝建昭年间，选为复土校尉，任美阳令、长乐屯卫司马。汉成帝初年，任清河都尉，提出正确治河方略，奏请疏浚屯氏河，以杜绝河患。丞相、御史遣使行视，以用度不足而搁置未被采用。建始四年（前29年）黄河决口东郡金堤，泛滥兖州、豫州。官至陇西郡太守，有廉洁之名。年四十余岁卒。没有《易》学著作传世。